# سید محمد سجادی عطاآبادی
سید محمد سجادی عطاآبادی (متولد ۱۳۲۶ در اصفهان)، عالم شیعی و روحانی ایرانی است.

## سوابق
سید محمد سجادی عطاآبادی فرزند سید ابوالحسن سجادی، در سال ۱۳۲۶ در عطاآباد اصفهان دیده به جهان گشود. پدرش سالها به عنوان امام جماعت مساجد عطاآباد و دهاقان به ارشاد و تبلیغ اسلام می‌پرداخت.
او در ۱۱ آذر ۱۳۹۴، به مرجعیت تقلید شیعه دست یافت. سطوح عالی حوزوی را نزد سید اسدالله مدنی و حسین راستی کاشانی، و خارج را نزد سید ابوالقاسم خوئی و سید روح‌الله خمینی گذرانده‌است. وی در حال حاضر ساکن شهر قم می‌باشد و مدیریت مؤسسه آموزشی پژوهشی مصطفی خمینی را بر عهده دارد.

### لغو اعدام هاشم آقاجری
سید محمد سجادی عطاآبادی، قاضی پرونده هاشم آقاجری، در دیوان عالی کشور بود که حکم اولیهٔ پروندهٔ وی مبنی بر اعدام او را لغو کرد. او در ۲۱ اسفند ۱۳۸۶، در مصاحبه‌ای اعلام کرد که به لغو حکم اعدام آقاجری افتخار می‌کند، زیر در جریان پرونده وی تحت تأثیر فشارها قرار نگرفته‌است.

### پنجمین دوره انتخابات خبرگان رهبری
سید محمد سجادی عطاآبادی، در ۲۸ آذر ۱۳۹۴، برای شرکت در پنجمین دوره انتخابات مجلس خبرگان رهبری از حوزهٔ انتخابیه استان تهران، ثبت نام نمود و اعلام کرد که احتمالاً در لیست اصلاح طلبان و اعتدالگرایان قرار خواهد گرفت. در ۲۳ بهمن ۱۳۹۴، و همزمان با انتشار فهرست خبرگان مردم که شامل نامزدهای مورد حمایت اکبر هاشمی رفسنجانی در انتخابات خبرگان بود، نام سجادی عطاآبادی نیز قرار گرفت. وی تنها فردی از این لیست در تهران بود که از راه‌یابی به مجلس خبرگان دوره پنجم بازماند و هجدهم شد در حالی که احمد جنتی به عنوان نفر شانزدهم وارد این مجلس شد. او به این نتیجه اعتراض کرد و با نام بردن از چند صندوق، خواهان شمارش دوباره آرا شد. در نهایت شورای نگهبان نتایج را تأیید کرد و سجادی از راهیابی به مجلس خبرگان رهبری بازماند.